# Battle Spirits 少年突破馬神
《Battle Spirits 少年突破馬神》是一套由2008年9月至2009年6月間，開始在日本播放的動畫。為SUNRISE改編自萬代與魔法風雲會製作組共同出品的CARDDAS系列30周年紀念的卡片遊戲動畫作品。

## 故事概要
某日，位於城中的體育館裡，正在進行一項技能比賽，其比賽方法是借由持有卡片所發動的能力，來相互競爭，最後贏得勝利。同時也因為此技能比賽非常熱門，因而吸引著許多人的關注，並予以研究，其中，有一名少年，對此技能非常熱衷，並期待能與勝利者進行比賽。就在此時此刻，一個偶然的事故，開啟了這個少年，與世界的保護戰役……

## 登場人物

### 輝石持有者
馬神突破（Bashin Toppa）
配音：田村睦心（日本）；雷碧娜（香港）；雷碧文（台灣）
綽號「馬神（Bashin）」。紅色輝石持有者；個性豪爽，有著不服輸及強烈正義感精神的少年，橙色頭髮為其特徵之一；常以一句話「正面突破！」帶過事情主體，唯個性略微遲鈍。富美子似乎喜歡他（兩人互相有好感），但本人好像沒發覺。故事中從一開始的小學生成長為中學生。是My Sunshine的瘋狂歌迷之一。
持有X稀有卡片：龍皇齊格弗列多；暴雙龍迪拉羅斯；聖皇齊格弗列丁 ；英雄巨人泰坦斯；機動要塞護城哥雷姆；超神星龍齊格鱗新星（PSP遊戲:過去的自己•霸者輝石）；魔界七將毀滅之王（最終戰）；蠻騎士凱格力斯（最終戰）；大天使維利爾（最終戰）；以及 巨神機 托爾（37話出現，但從來沒有用過)。
澤良宜祖利（J.Sawaragi）
配音：三宅華也（日本）；陳凱婷（香港）；楊凱凱（台灣）
白色輝石持有者；別名，個性冷靜，責任感強烈，成績與運動優秀，有「尊貴小學生」稱呼的少年，京都知名財團的長男，為芬蘭人與日本人的所生混血身份。有多次BS全國大會優勝經歷。名字原文為日本沖繩地區對女郎稱呼及電玩藍色之旅所取。在第31集尾段成為千魂團數字者No.11騎士積克，之後退出。
持有X稀有卡片：要塞皇奧丁；巨神機托爾；魔龍帝齊格弗列多，以及聖皇齊格弗列丁。
睡蓮（Suiren）
配音：高垣彩陽（日本）；鄭麗麗（香港）；傅其慧（台灣）
紫色輝石持有者；本名不明，演藝歌星，藝名「My Sunshine」。以睡蓮為其代號。因被人誤會真正身份是大嬸，於是對戰時心不在焉，後被馬神和J的說話中重獲勇氣。在劇中於馬神、J、王牌前鋒的面前摘下面具。個性好強。
持有X稀有卡片：魔界七將亡命者、魔界七將毀滅之王、大甲帝亡命泰羅斯。
野原翔（Kakeru Nohara）
配音：坂巻亮侑（日本）；何承駿（香港）；孫誠（台灣）
綠色輝石持有者；別名「王牌前鋒（Striker）」，與馬神突破為同班同學，擅長足球。然因意外事故而使腳部受傷，不能再踢足球，從而喜歡上卡片遊戲。為歌星My Sunshine支持者。
持有X稀有卡片：基泰羅斯大公爵；蠻騎士凱格力斯；大甲帝亡命泰羅斯 ；以及龍皇齊格弗列多（12話馬神借用）。
音無富美子（Fumiko Otonashi）
配音：神田朱未（日本）；梁少霞（香港）；龍顯蕙（台灣）
黃色輝石持有者；別名「眼鏡子（Meganeko）」，馬神突破的同班同學亦青梅竹馬，為了給馬神在大賽一個驚喜而學習卡片遊戲，暗中喜歡馬神。曾化名「黃色子」參加卡片對戰大賽，一路過關斬將，最終如願與心儀的馬神對戰。輝石在此時覺醒。是My Sunshine的超級粉絲之一。
持有X稀有卡片：大天使维利爾、幻獸王凜。
澤良宜京香（Kyouka Sawaragi）
配音：西村麻彌（日本）；林元春（香港）；傅其慧（台灣）
藍色輝石持有者；J的雙胞胎妹妹。所持有的輝石是由千魂團5號村戶公義轉讓。
持有X稀有卡片：超獸王比別多斯 (44話夢境中特有)、英雄巨人泰坦斯、要塞皇奧丁 (在片尾曲「dear-dear DREAM」特有)

### 寵物
拍擋
配音：中川里江（日本）；蔡惠萍（香港）；楊凱凱（台灣）
馬神的寵物，白老鼠。
阿京
配音：木村亞希子（日本）；朱妙蘭（香港）；龍顯蕙（台灣）
J的寵物，黑貓。
鴨咀帽
配音：笹田貴之（日本）；鄭麗麗（香港）；孫誠（台灣）
原為王牌前鋒的寵物，鸚鵡。
娜娜莉
配音：福圓美里（日本）；陸惠玲（香港）；傅其慧（台灣）
富美子的寵物，吉娃娃。
粉紅
配音：長島雄一（日本）；張頌欣（香港）；孫誠（台灣）
港譯小粉紅，睡蓮（My Sunshine）的寵物，變色龍。
古拉古寧
配音：根谷美智子（日本）；沈小蘭（香港）；雷碧文（台灣）
師傅的寵物，龜。

### 千魂團
千魂團（サウザントスピリッツ団），又稱數字者（港譯：號碼精英）（ナンバーズ），在千魂團中擁有編號的都是幹部級人力。
宇宙頂點王
代號No.1，本名馬神踏破，馬神的父親，曾遭九條久作軟禁並遭其利用與改造。在最後結局中敗在自己獨生子的手下，並回復正常的身分。
配音：志村知幸（日本）；陳永信（香港）；孫誠（台灣）
持有卡片：激神皇大災難之龍、蠻騎士海格力斯。
米高·艾略特
代號No.2，外表是個身材矮胖的中年禿頭男；曾偽裝為J就讀的學校的校長。
配音：茶風林（日本）；招世亮（香港）；孫誠（台灣）
持有卡片：凍獸猛獁、魔界七將魔窟王。
基亞諾
代號No.3，J的父親，與兒子間的關係冷淡；曾偽裝為J就讀的學校的理事長。
配音：掛川裕彥（日本）；梁志達（香港）；蔣鐵城（台灣）
持有卡片：凍獸猛獁。
SMILE
代號No.4。家世不明，喜歡發出『嘰嘰』怪笑聲，穿著吊帶褲，著學生外套，中長髮遮住半臉的詭異人物。
配音：三戶耕三（日本）；李凱傑（香港）；蔣鐵城（台灣）
持有卡片：大天使米迦菲、大天使維利爾。
村戶公義
配音：北澤力（日本）；張錦江（香港）；孫誠（台灣）
馬神與音無富美子的老師，是千魂團其中一個數字精英No.5，負責監視馬神的一舉一動，之後退出。原本是輝石的持有人，後來轉讓給京香。
持有卡片：大天使米迦菲、大天使維利爾
渡辺ナナ男（セブン，ギャラクシーセブン）
代號No.7，別名SEVEN，外觀是個面色蒼白，無精打采的少年。但上了BS戰場後卡會變成極度活躍，打扮十分跨張的卡鬥士，就連說話風格也完全不同。
配音：岸尾大輔（日本）；張裕東（香港）；蔣鐵城（台灣）
持有卡片：英雄巨人泰坦斯、機動要塞護城哥雷姆
井之頭雅子
代號No.8，曾偽裝為馬神的班導。
配音：根谷美智子（日本）；林芷筠、謝潔貞（香港）；傅其慧（台灣）
持有卡片：魔界七將毀滅之王、魔界七將魔窟王
九條久作
代號No.9，是本作品最大的幕後黑手。曾企圖使用「異世界巨蛋」網路系統控制全世界，並軟禁宇宙頂點王、控制數字人心智並擄走部分主角；但在最後結局中恢復神智。
配音：楠大典（日本）；梁伟德（香港）；蔣鐵城（台灣）
持有卡片：龍皇齊格弗烈多、暴雙龍迪拉羅斯、魔龍帝齊格弗烈多

### 角色的家人
馬神早美
馬神的媽媽。
配音：川上倫子→木村亞希子（第32話起）（日本）；黃麗芳（香港）
馬神踏破
馬神的爸爸。
配音：志村知幸（日本）；陳永信（香港）；孫誠（台灣）
音無奇譚
富美子的爺爺。
配音：土屋利秀（日本）；陳曙光（香港）；孫誠（台灣）

## 卡片
※本列表以主要角色持有的代表性卡片為準

### 紅色
BS01-X01 龍皇 齊格弗烈多
- 系統：古龍
- 戰徽：紅
- 費用：6
- 減輕戰徽：紅3
- LV1：BP5000，LV2：BP7000，LV3：BP12000

BS02-X05 暴雙龍 迪拉羅斯
- 系統：地龍・皇獸
- 戰徽：紅
- 費用：7
- 減輕戰徽：紅3
- LV1：BP3000，LV2：BP5000，LV3：BP9000

BS04-X13 魔龍帝 齊格弗烈多
- 系統：龍帝・古龍
- 戰徽：紅
- 費用：9
- 減輕戰徽：紅5
- LV1：BP5000，LV2：BP7000，LV3：BP12000

BS06-X21 激神皇 災禍龍
- 系統：虚神・古龍
- 戰徽：紅
- 費用：10
- 減輕戰徽：紅6
- LV1：BP7000，LV2：BP10000，LV3：BP20000

### 白色
BS01-X04 要塞皇 奧丁
- 系統：動器
- 戰徽：白
- 費用：6
- 減輕戰徽：白4
- LV1：BP3000，LV2：BP5000，LV3：BP8000

BS02-X07 巨神機 托爾
- 系統：動器
- 戰徽：白
- 費用：6
- 減輕戰徽：白4
- LV1：BP3000，LV2：BP5000，LV3：BP8000

BS03-X10 凍獸 猛獁
- 系統：巨獸
- 戰徽：白
- 費用：8
- 減輕戰徽：白4
- LV1：BP6000，LV2：BP9000，LV3：BP10000

### 紫色
BS01-X02 魔界七將 亡命者
- 系統：夜族・咒鬼
- 戰徽：紫
- 費用：8
- 減輕戰徽：紫3
- LV1：BP6000，LV2：BP9000

BS02-X06 魔界七將 毀滅之王
- 系統：夜族・咒鬼
- 戰徽：紫
- 費用：7
- 減輕戰徽：紫3
- LV1：BP4000，LV2：BP8000

### 綠色
BS01-X03 基泰羅斯大公爵
- 系統：殼蟲・劍獸
- 戰徽：綠
- 費用：8
- 減輕戰徽：綠4
- LV1：BP4000，LV2：BP6000，LV3：BP12000

BS03-X09 蠻騎士 凱格力斯
- 系統：戰騎
- 戰徽：綠
- 費用：7
- 減輕戰徽：綠3
- LV1：BP5000，LV2：BP9000

BS05-X20 大甲帝 亡命泰羅斯
- 系統：咒鬼・殼蟲
- 戰徽：綠紫
- 費用：9
- 減輕戰徽：綠3紫3
- LV1：BP5000，LV2：BP9000，LV3：BP13000

### 黃色
BS05-X17 幻獸王 凜
- 系統：想獸
- 戰徽：黃
- 費用：9
- 減輕戰徽：黃5
- LV1：BP5000，LV2：BP6000，LV3：BP8000

### 藍色
BS03-X12 英雄巨人 泰坦斯
- 系統：鬥神・勇傑
- 戰徽：藍
- 費用：8
- 減輕戰徽：藍4
- LV1：BP6000，LV2：BP9000

BS04-X16 機動要塞 護城・哥雷姆
- 系統：造兵
- 戰徽：藍
- 費用：8
- 減輕戰徽：藍4
- LV1：BP6000，LV2：BP12000

### 混色
BS05-X19 聖皇 齊格弗烈丁
- 系統：古龍・動器
- 戰徽：紅，白
- 費用：9
- 減輕戰徽：紅3，白3
- LV1：BP6000，LV2：BP7000，LV3：BP15000

## 動畫術語

### 場所
- 異世界（イセカイ界）

是擁有輝石的人所戰鬥的場地。

## 劇集列表
以下劇集按照首播順序排列。
| 集序 | 日本首播日期 | 香港首播日期 （无线儿童台） | 香港首播日期 （无线翡翠台） | 香港重播日期 （无线翡翠台） | 臺灣首播日期 | 日文原文標題                          | 中文翻譯標題 （香港）          | 中文翻譯標題 （臺灣）          |
| ---- | ------------ | --------------------------- | --------------------------- | --------------------------- | ------------ | ------------------------------------- | ------------------------------ | ------------------------------ |
| 1    | 2008/09/07   | 2009/11/16                  | 2010/07/21                  | 2012/03/25                  | 2010/08/11   | 正面突破バシン登場!                   | 正面突破!馬神登場!             | 正面突破馬神登場!              |
| 2    | 2008/09/14   | 2009/11/17                  | 2010/07/22                  | 2012/03/31                  | 2010/08/12   | ライバルの名はJ                       | 我的競爭對手是阿J!             | 勁敵的名字是J!                 |
| 3    | 2008/09/21   | 2009/11/18                  | 2010/07/23                  | 2012/04/01                  | 2010/08/13   | 波乱バンジョー授業参観                | 波瀾萬丈，家長參觀日           | 驚濤駭浪的母姊會               |
| 4    | 2008/09/28   | 2009/11/19                  | 2010/07/26                  | 2012/04/07                  | 2010/08/16   | アイドルはマイサンシャイン            | 我的偶像my sunshine            | 偶像是MY SUNSHINE              |
| 5    | 2008/10/05   | 2009/11/20                  | 2010/07/27                  | 2012/04/08                  | 2010/08/17   | 運動会がタイヘンだ                    | 運動會大危機                   | 運動會不得了了                 |
| 6    | 2008/10/12   | 2009/11/23                  | 2010/07/28                  | 2012/04/14                  | 2010/08/18   | カードバトラーのお見舞い              | 卡戰鬥的慰問                   | 卡鬥士的探望                   |
| 7    | 2008/10/19   | 2009/11/24                  | 2010/07/29                  | 2012/04/15                  | 2010/08/19   | ウルサいトコでオオ騒ぎ                | 吵嘈地方的大騷動               | 在吵鬧的地方引起大騷動         |
| 8    | 2008/10/26   | 2009/11/25                  | 2010/07/30                  | 2012/04/21                  | 2010/08/20   | 修学旅行も正面トッパ                  | 學校旅行，依然正面突破         | 畢業旅行也要正面突破           |
| 9    | 2008/11/02   | 2009/11/26                  | 2010/08/02                  | 2012/04/22                  | 2010/08/23   | お京の迷Q?                            | 阿京的心事？                   | 京都迷宮                       |
| 10   | 2008/11/09   | 2009/11/27                  | 2010/08/03                  | 2012/04/28                  | 2010/08/24   | ダイ迷路でダイ迷惑                    | 大迷宫的大麻煩                 | 大迷路帶來大困擾               |
| 11   | 2008/11/16   | 2009/11/30                  | 2010/08/04                  | 2012/04/29                  | 2010/08/25   | バトスピ大作戦!                       | BS大行動                       | 戰魂對戰大作戰                 |
| 12   | 2008/11/23   | 2009/12/01                  | 2010/08/05                  | 2012/05/05                  | 2010/08/26   | 招待フメーの正体フメー                | 身份不明者的身份               | 邀請不明的身分不明             |
| 13   | 2008/11/30   | 2009/12/02                  | 2010/08/06                  | 2012/05/06                  | 2010/08/27   | 出現ガンスリンガーの魔物!             | 煙硝擂台，魔怪出現             | 百人斬怪物現身                 |
| 14   | 2008/12/07   | 2009/12/03                  | 2010/08/09                  | 2012/05/12                  | 2010/08/30   | 初ファイナルはナミダのちスマイル      | 初進決賽，先流淚，後微笑       | 初次的終點是破涕為笑           |
| 15   | 2008/12/14   | 2009/12/04                  | 2010/08/10                  | 2012/05/13                  | 2010/08/31   | 難点満点クリスマス                    | 難度爆燈，聖誕節               | 難題，滿意，耶誕節             |
| 16   | 2008/12/21   | 2009/12/07                  | 2010/08/11                  | 2012/05/19                  | 2010/09/01   | アイボウの消えた日                    | 搭檔消失的日子                 | 夥伴消失的日子                 |
| 17   | 2009/01/04   | 2009/12/08                  | 2010/08/12                  | 2012/05/26                  | 2010/09/02   | マイファーストサンシャイン            | My First Sunshine              | 我的第一道陽光                 |
| 18   | 2009/01/11   | 2009/12/09                  | 2010/08/13                  | 2012/05/27                  | 2010/09/03   | 冬ショーメン突破                      | 冬天的正面突破                 | 冬天的正面突破                 |
| 19   | 2009/01/18   | 2009/12/10                  | 2010/08/16                  | 2012/06/02                  | 2010/09/06   | タッグ痛快ライバルズ                  | 痛快的連動戰鬥                 | 雙打痛快勁敵們                 |
| 20   | 2009/01/25   | 2009/12/11                  | 2010/08/17                  | 2012/06/03                  | 2010/09/07   | 絶交ちゅーは絶不ちょー                | 友誼長存                       | 絕交讓人陷入低潮               |
| 21   | 2009/02/01   | 2009/12/14                  | 2010/08/18                  | 2012/06/09                  | 2010/09/08   | マイサンシャインバレンタイン          | My Sunshine,情人節             | MY SUNSHINE情人節              |
| 22   | 2009/02/08   | 2009/12/15                  | 2010/08/19                  | 2012/06/16                  | 2010/09/09   | ナゾオトナにだってヒミツ              | 謎樣大人一樣有秘密             | 問號人也有秘密                 |
| 23   | 2009/02/15   | 2009/12/16                  | 2010/08/20                  | 2012/06/17                  | 2010/09/10   | ラスト小学生デイズ                    | 小學階段的最後磨練             | 告別小學時代                   |
| 24   | 2009/02/22   | 2009/12/17                  | 2010/08/23                  | 2012/06/23                  | 2010/09/13   | 春のバトスピキイロい嵐                | 春季BS大賽                     | 春季戰魂大賽掀起黃色風暴       |
| 25   | 2009/03/01   | 2009/12/18                  | 2010/08/24                  | 2012/06/24                  | 2010/09/14   | キラリ輝石の目覚め                    | 輝石的醒覺                     | 發光，輝石覺醒                 |
| 26   | 2009/03/08   | 2009/12/21                  | 2010/08/25                  | 2012/06/30                  | 2010/09/15   | サクラの下でバトスピを                | 櫻桃樹下的BS交流               | 櫻花樹下的戰魂對戰             |
| 27   | 2009/03/15   | 2009/12/22                  | 2010/08/26                  | 2012/07/01                  | 2010/09/16   | ピンクとアマデウス                    | 小粉紅與阿曼迪维斯             | 粉紅大戰阿瑪迪是也             |
| 28   | 2009/03/22   | 2009/12/23                  | 2010/08/27                  | 2012/07/07                  | 2010/09/17   | Ｊ、街ろまんの旅                      | J，浪漫街之旅                  | J，浪漫的城市之旅              |
| 29   | 2009/03/29   | 2009/12/24                  | 2010/08/30                  | 2012/07/14                  | 2010/09/20   | ちゅー学ラン・ニュー学ラン            | 中學階段的新挑戰               | 中學生新氣象                   |
| 30   | 2009/04/05   | 2009/12/25                  | 2010/08/31                  | 2012/07/15                  | 2010/09/21   | ハンジョー根性バトスピ部              | 盛況與鬥志BS部                 | 毅力戰魂社極度興盛             |
| 31   | 2009/04/12   | 2009/12/28                  | 2010/09/01                  | 2012/07/21                  | 2010/09/22   | バトスピを生徒会長と對戰              | 同學生會會長的BS交流           | 和學生會長玩戰魂對戰           |
| 32   | 2009/04/19   | 2009/12/29                  | 2010/09/02                  | 2012/07/28                  | 2010/09/23   | スピードスターからの手紙              | 來自速度巨星的信               | 速度之星留下的信               |
| 33   | 2009/04/26   | 2009/12/30                  | 2010/09/03                  | 2012/08/04                  | 2010/09/24   | ウィークポイントでコモンを狙え!       | 攻其弱點，鎖定顧問             | 黃金週的關鍵在於顧問           |
| 34   | 2009/05/03   | 2009/12/31                  | 2010/09/06                  | 2012/08/19                  | 2010/09/27   | 裏切りの合宿ジャック                  | 叛逆的積克                     | 缺少J的集訓                    |
| 35   | 2009/05/10   | 2010/01/01                  | 2010/09/07                  | 2012/08/25                  | 2010/09/28   | テストもオヤジもショーメントッパ      | 測驗、爸爸，照樣正面突破       | 考試和老爸都要正面突破         |
| 36   | 2009/05/17   | 2010/01/04                  | 2010/09/08                  | 2012/09/01                  | 2010/09/29   | 熱血バトスピ部・京へ                  | 熱血BS部闖京都                 | 熱血戰魂社，前進京都           |
| 37   | 2009/05/24   | 2010/01/05                  | 2010/09/09                  | 2012/09/08                  | 2010/09/30   | アイボウたちのスピリット              | 拍檔的BS                       | 夥伴們的戰魂對戰               |
| 38   | 2009/05/31   | 2010/01/06                  | 2010/09/10                  | 2012/09/15                  | 2010/10/01   | プールでループ・激流                  | 泳池大筋斗，激流               | 游泳池激流大進擊               |
| 39   | 2009/06/07   | 2010/01/07                  | 2010/09/13                  | 2012/09/22                  | 2010/10/04   | チーム対抗ダイ熱戦・開幕？            | 團體對抗大熱戰開幕？           | 團體對抗，開幕大熱鬥？         |
| 40   | 2009/06/14   | 2010/01/08                  | 2010/09/14                  | 2012/09/23                  | 2010/10/05   | 突破・ファミリーとチームの間で        | 突破，家庭與隊友               | 突破，家人與隊友之間           |
| 41   | 2009/06/28   | 2010/01/11                  | 2010/09/15                  | 2012/09/29                  | 2010/10/06   | 対決・黒い騎士と女王を絶タイ絶メイに  | 對決，暗黑騎士與女王           | 對決，讓黑騎士和皇后無路可退   |
| 42   | 2009/07/05   | 2010/01/12                  | 2010/09/16                  | 2012/09/30                  | 2010/10/07   | 決着・ジャックの夜に死と再生を        | 決戰，積克之夜                 | 對決，讓傑克的黑夜過去得到重生 |
| 43   | 2009/07/19   | 2010/01/13                  | 2010/09/17                  | 2012/10/06                  | 2010/10/11   | 復活の師匠はブルーコメット            | 復活師父，藍色彗星             | 有如藍色彗星般復出的師父       |
| 44   | 2009/07/26   | 2010/01/14                  | 2010/09/20                  | 2012/10/07                  | 2010/10/12   | 波ノリ太陽ストライカー                | 波濤上，太陽下的神射手         | 王牌前鋒的夏日情人夢           |
| 45   | 2009/08/02   | 2010/01/15                  | 2010/09/21                  | 2012/10/13                  | 2010/10/13   | 夏ショーメン突破                      | 夏天的正面突破                 | 夏天的正面突破                 |
| 46   | 2009/08/09   | 2010/01/18                  | 2010/09/22                  | 2012/10/14                  | 2010/10/14   | キセキ6人・決勝前夜のゆくえフメー     | 奇蹟的六人，決戰前夕行蹤不明   | 奇蹟的六人，決戰前夜失蹤事件   |
| 47   | 2009/08/16   | 2010/01/19                  | 2010/09/23                  | 2012/10/20                  | 2010/10/15   | ショーメン突破ショータイム・開演！    | 正面突破，Showtime開演         | 正面突破表演時間，開演！       |
| 48   | 2009/08/23   | 2010/01/20                  | 2010/09/24                  | 2012/10/21                  | 2010/10/18   | 最キュー敵ナイン・最キョーのバトル    | 最強敵人九號，最慘烈之戰       | 最後敵人9號，最強的戰鬥        |
| 49   | 2009/08/30   | 2010/01/21                  | 2010/09/27                  | 2012/10/27                  | 2010/10/19   | ライフで受けろ！ギラリ輝石の決着！    | 用生命值去阻擋，閃耀輝石的決戰 | 用生命承受吧！閃亮輝石的了斷！ |
| 50   | 2009/09/06   | 2010/01/22                  | 2010/09/28                  | 2012/10/28                  | 2010/10/20   | 奇蹟のカードバトラー・正面突破バシン! | 奇蹟的卡戰鬥，正面突破馬神     | 奇蹟的卡鬥士，正面突破馬神     |

## 動畫製作群
- 企畫：日昇動畫
- 原作：矢立肇
- 首席製作人：寶田壽也、尾崎雅之
- 系列構成：佐藤大
- 棋譜演出：譽田晶子
- RU、總作畫監督：下笠美穗
- ゲスト角色設計：湯本佳典
- Spirits設計：丸山浩、竹内敦志、石垣純哉、今石進
- ゲスト機械設計：山田高裕
- 遊戲設計：マイケル、エリオット
- 美術監督：吉川洋史
- 2D色彩設計：柴田亞紀子
- 撮影監督：富田佳宏
- 音楽：大谷幸
- 音響監督：藤野貞義
- 製作人：川本謙一、古澤文邦
- 監督：本鄉みつる
- 制作：名古屋電視台、日昇動畫、アサツー ディ、ケイ

## 主題曲
片頭曲
- 「GO AHEAD!!」

歌、作詞：及川光博／作曲：TAKURO／編曲：CHOKKAKU
- 香港版本「GO AHEAD!!」

歌：林景程／作詞：鄭櫻綸／作曲：TAKURO／編曲：不明
片尾曲
- 「冒險記録」（第1集 - 第26集）

歌、作詞、作曲：Little Non／編曲：鈴木マサキ
- 「dear-dear DREAM」（第27集 - 第50集）

歌：My Sunshine meets sphere／作詞：畑亞貴／作曲：黑須克彥／編曲：虹音／標籤：Lantis
插入曲
- 「深呼吸」（第17集）

歌、作詞、作曲：Little Non／編曲：松下典由、Little Non
- 「NEVER SURRENDER」（第33集、第43集、第44集）

歌、作詞、作曲：及川光博／編曲：CHOKKAKU

## 漫畫
- 於2008年7月至2009年10月間，角川書店所出版KEROKERO ACE刊載，台灣中文版由青文代理，香港中文版由正文社代理出版。

| 出版順序 | 日版書名 | 中文書名                     | 出版日期（日） | 出版日期（台） | 出版日期（港） | ISBN（日）             | ISBN（台）             | ISBN（港）             |
| -------- | -------- | ---------------------------- | -------------- | -------------- | -------------- | ---------------------- | ---------------------- | ---------------------- |
| 第1集    |          | Battle Spirits 少年突破馬神1 | 2008年11月26日 | 2009年8月12日  | 2010年5月10日  | ISBN 978-4-04-716006-4 | ISBN 978-986-20-9966-7 | ISBN 978-988-80-6842-5 |
| 第2集    |          | Battle Spirits 少年突破馬神2 | 2009年3月26日  | 2009年11月3日  | 2010年5月10日  | ISBN 978-4-04-716012-5 | ISBN 978-986-25-6072-3 | ISBN 978-988-20-1938-4 |
| 第3集    |          | Battle Spirits 少年突破馬神3 | 2009年7月25日  | 2009年12月17日 | 2010年8月3日   | ISBN 978-4-04-716022-4 | ISBN 978-986-25-6131-7 | ISBN 978-988-20-1938-5 |
| 第4集    |          | Battle Spirits 少年突破馬神4 | 2009年9月26日  | 2010年4月23日  | 2010年10月25日 | ISBN 978-4-04-716023-1 | ISBN 978-986-25-6253-6 | ISBN 978-988-80-6842-5 |

## 小說
- Battle Spirits ショーメン偵探團！　
  - 原作：矢立肇　
  - 著作：濱崎達也　
  - 繪製：藤異秀明　
  - 監修：SUNRISE

## 相關系列
- Battle Spirits 少年激霸彈
- Battle Spirits Brave
- Battle Spirits 霸王
- Battle Spirits Sword Eyes

## 外部連結
- Battle Spirits 少年突破馬神（页面存档备份，存于）（日昇動畫）
- Battle Spirits 少年突破馬神（页面存档备份，存于）（名古屋電視台）